# Himatanthus bracteatus
Himatanthus bracteatus är en oleanderväxtart som först beskrevs av A. Dc., och fick sitt nu gällande namn av R. E. Woodson. Himatanthus bracteatus ingår i släktet Himatanthus och familjen oleanderväxter. Utöver nominatformen finns också underarten H. b. revolutus.